# Osiedle Piastów (Świdnica)
Osiedle Piastów – osiedle mieszkaniowe położone w północnej części Świdnicy.
Osiedle Piastów jest jednym z najmłodszych obszarów mieszkaniowych w Świdnicy, którego rozwój nadal trwa. Powstają tam budynki wielorodzinne o trzech i czterech kondygnacjach. Trzon komunikacyjny stanowią ulice Macieja Bogusza Stęczyńskiego i Bolesława śmiałego. 